# 71. stridsflygdivisionen
71. jaktflygdivisionen även känd som Spider är en stridsflygdivision inom svenska flygvapnet som verkat i olika former åren sedan 1940. Divisionen är baserad på Såtenäs flygplats väster om Lidköping.

## Historik
Gustav Röd eller Spider är 1. divisionen vid Skaraborgs flygflottilj (F 7), eller 71. stridsflygdivisionen inom Flygvapnet, och sattes upp 1 oktober 1940 som en medeltung bombflygdivision, med Jean Dubois som första chef. Divisionens första flygplan var två skolflygplan av typen SK 11 Tiger Moth, vilka hämtats till flottiljen redan 23 och 26 augusti 1940. Den första stridsflygplanstyp att tilldelas divisionen var det medeltunga tvåmotoriga bombplanet B 16 -Caproni Ca 313 vilka hämtades i Italien med början 31 oktober 1940. Man kom under 1940-talet flyga med flygplan som B 4, B 5, B 17 och B 18. I oktober 1943 tillträdde Stig Wennerström som divisionschef, en befattning han hade fram till 1946. År 1951 omorganiserades divisionen till att bli en attackdivision, och tog divisionen steget in i jetåldern med A 21R, och fortsatte sedan med A 29 Tunnan och A 32 Lansen. År 1974 beväpnades divisionen med AJ 37 Viggen, vilken i mitten av 1990-talet modifierades till AJS 37 Viggen.
Från 1950-talet har Gustav Röd varit en attackdivision, och genom ombeväpningen JAS 39 Gripen A/B övergick divisionen till att bli en stridsflygdivision, där man utför alla uppdrag, jakt, attack och spaning. Från den 1 januari 2005 övergick divisionens huvudsakliga roll till att vara en utbildningsdivision, för utbildning av såväl svenska som utländska piloter till Gripensystemet.
Den 1 oktober 2010 fick divisionen ”Spider” som ny anropssignal. Den 1 mars 2010 påbörjade divisionen med att ombeväpnas till JAS 39C/D. Utbildning på det nya flygplan skedde vid Norrbottens flygflottilj, varav även flygplan till en början lånades ifrån. Från den 1 januari 2016 övergick divisionen åter till att bli en stridsflygdivision inom Flygvapnet.

## Ingående enheter
Från divisionens bildande 1940, ingick i divisionen även den stationsavdelning som hade bildats redan  den 23 september samma år, vilket var den avdelning som tekniker och mekaniker tillhörde. Stationsavdelningen bröts i början på 1960-talet ut till ett stationskompani (1. stnkomp) i egen regi. Det heter idag 11. flygunderhållskompaniet (11. fukomp) , men kallas i dagligt tal 1. kompaniet och för som tecken västgötalejonet som bär siffran 1.

## Heraldik och traditioner
Årsskiftet 1961–1962 konstruerade fältflygare Bertil Hasslid (Johansson) ett gemensamt emblem för flottiljens tre attackdivisionerna med flottiljens kodbokstav "Gustav" i de tre färgerna rött, blått och gult. Navigatören Lars Lindström, tillika konstnär renritade märket i tusch. Attackrobot 304 i mitten fick symbolisera slagkraften. Dåvarande flygchef major Ulf Bjrökman accepterade märkets utformning och goda kontakter med ett reklamföretag resulterade i att emblem trycktes upp och fördelades till respektive division. Märket applicerades på A 32A Lansen, AJ 37 Viggens flygande personals utrustning. År 1988 justerades divisionsemblemet, där roboten bytes ut mot ett griphuvud. Sedan 2009 är divisionens emblem en spindel som sitter i sitt nät.

## Materiel vid förbandet
| Bombflygplan - 1940–1943: B 16A Caproni - 1942–1948: B 17A/B/C - 1948–1951: B 18B | Attackflygplan - 1947–1948: A 21A-3 - 1951–1954: A 21RA/B - 1954–1957: A 29B Tunnan - 1956–1974: A 32A Lansen - 1974–1994: AJ 37 Viggen | Enhetsflygplan - 1994–1996: AJS 37 Viggen - 1996–2012: JAS 39A/B Gripen - 2010–idag: JAS 39C/D Gripen |

## Förbandschefer
Divisionschefer vid 71. stridsflygdivisionen (Spider) sedan 1940.

- 1940–1943: Jean Dubois
- 1943–1944: Stig Wennerström [c]
- 1944–1947: Martin Nilsson
- 1947–1947: Axel Dahlberg
- 1947–1947: Erik Atlestam
- 1948–1948: Karl Gösta Åkerwall (första gången)
- 1948–1949: Bengt Rinde
- 1951–1951: Jan Gunnar Andersson
- 1951–1952: Åke Berg
- 1952–1954: Karl Gösta Åkerwall (andra gången)
- 1954–1959: Claes "Grönklas" "Plåtniklas" Grönberg
- 1959–1960: Sven Olof "Bolle" Strömberg
- 1960–1961: Arne Lindahl
- 1961–1961: Hans (Persson) Pilback
- 1962–1962: Karl-Axel "Acke" Andersson
- 1962–1962: Karl Otto Hornwall
- 1963–1963: Paul Ahlström
- 1963–1964: Sune Karlsson
- 1964–1966: Bert Stenfeldt
- 1966–1973: Tommy Mann
- 1973–1974: Hans "Dellen" Dellenborg (första gången)
- 1974–1975: Håkan Högstadius
- 1975–1976: Anders Lefvert
- 1976–1977: Alf Karlsson
- 1977–1979: Hans "Dellen" Dellenborg (andra gången)
- 1979–1983: Christer Hjort
- 1983–1987: Magnus Lindqvist
- 1987–1992: Ola Gynäs
- 1992–1993: Bertil Höglund
- 1993–1994: Jan Larsson
- 1995–1995: Anders Nyström
- 1995–1999: ?
- 1999–2006: Robert Björklund
- 2006–200?: Robert Persson
- 200?–20xx: ?

## Anropssignal, beteckning och förläggningsort
| Gustav Röd | 1940-10-01 | – | 2010-09-30 |
| Spider     | 2010-10-01 | – |            |

| 71. medeltunga bombflygdivisionen | 1940-10-01 | – | 1951-??-?? |
| 71. attackflygdivisionen          | 1951-??-?? | – | 1997-12-31 |
| 71. stridsflygdivisionen          | 1998-01-01 | – | 2004-12-31 |
| 71. skolflygdivisionen            | 2005-01-01 | – | 2015-12-31 |
| 71. stridsflygdivisionen          | 2016-01-01 | – |            |

| Såtenäs flygplats (F) | 1940-10-01 | – |  |

## Galleri

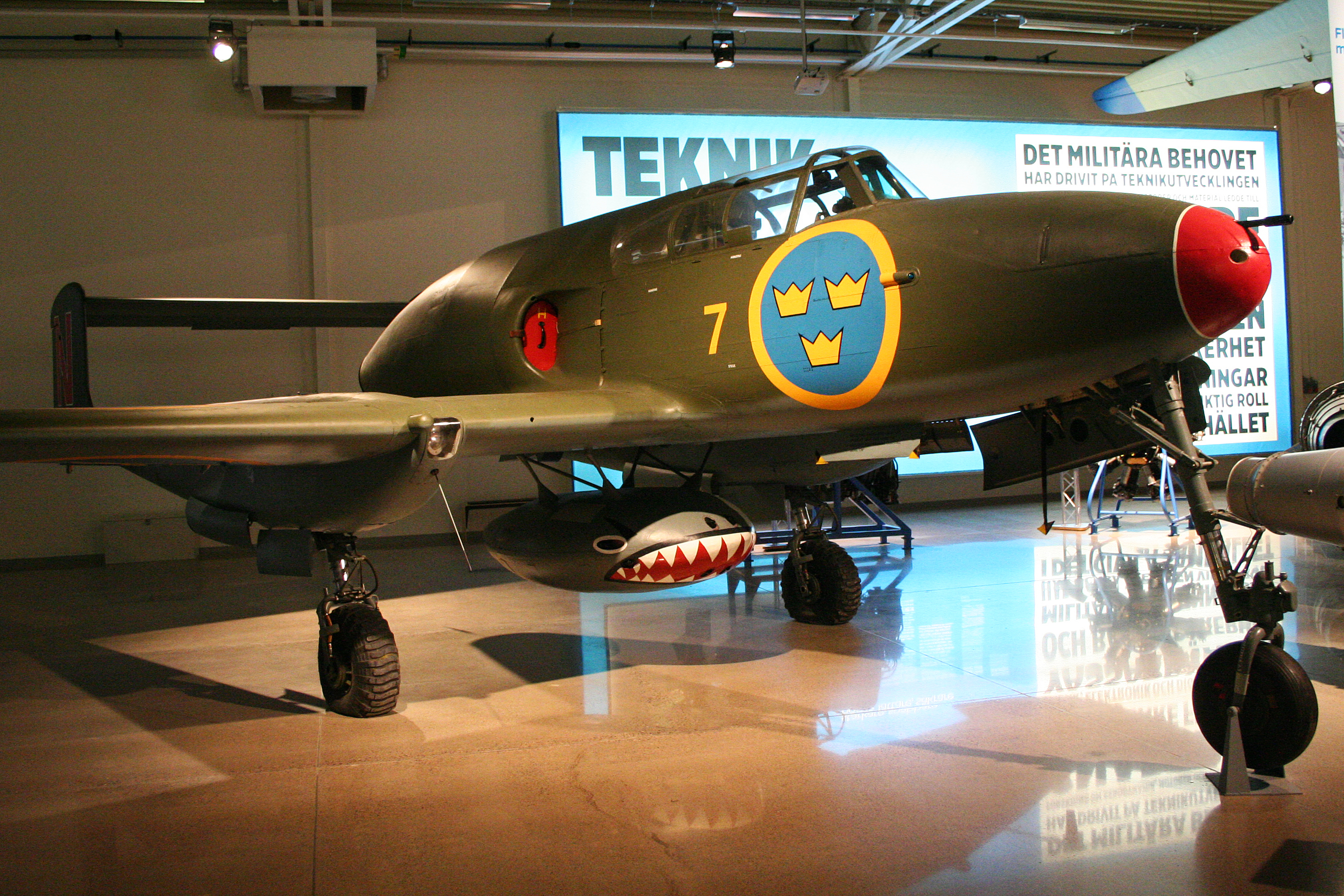
A 21RA/B (1951–1954).
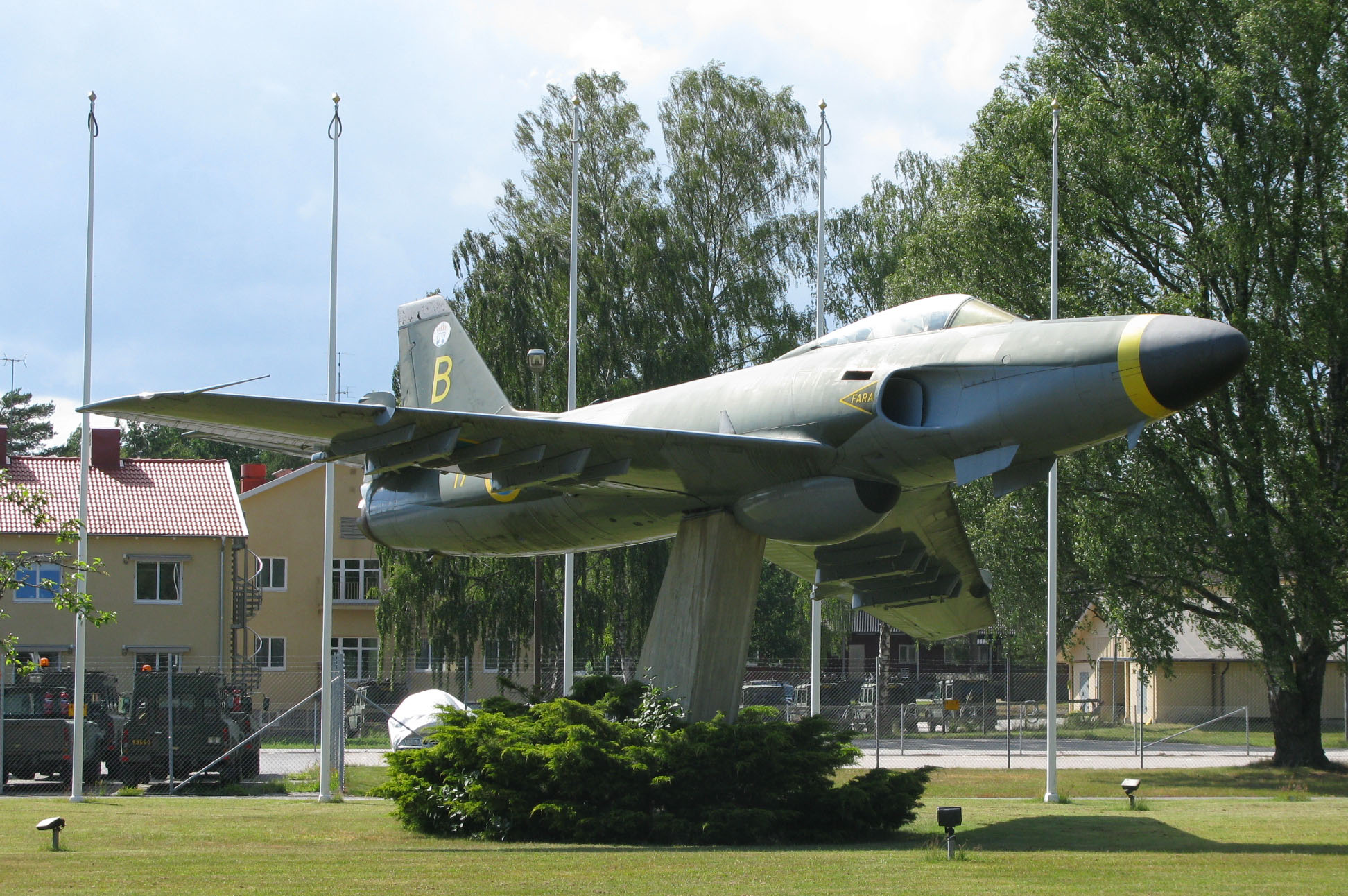
A 32A Lansen (1956–1974).
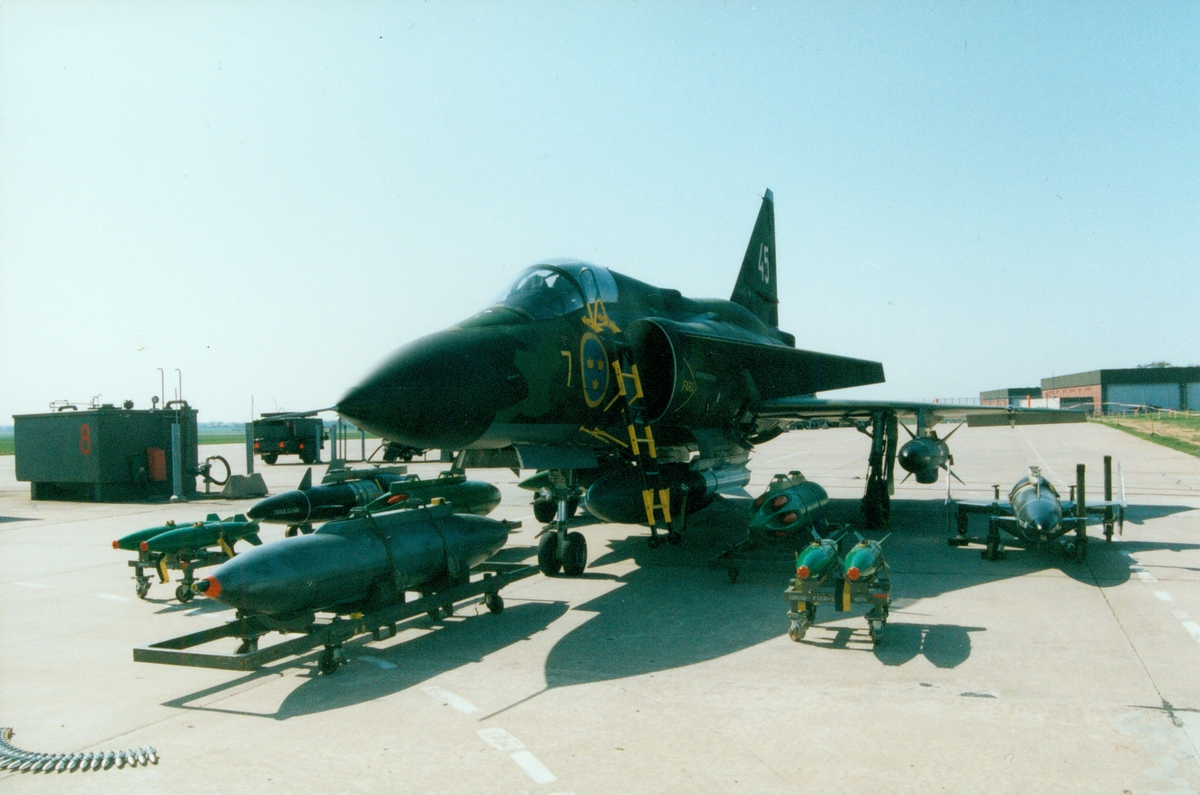
AJ 37 Viggen (1974-1998).
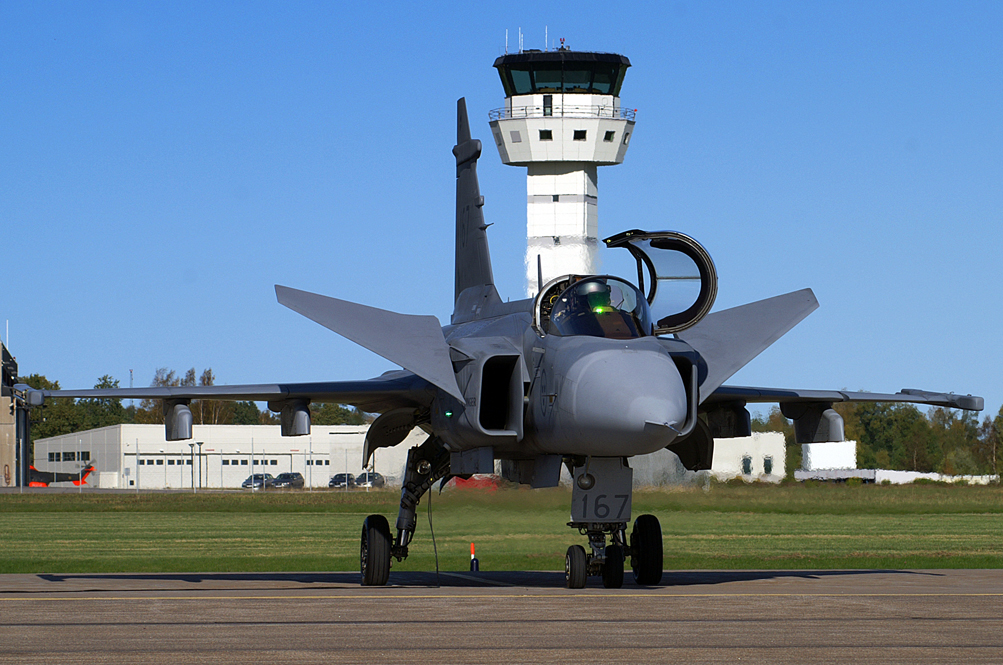
JAS 39 Gripen (1998–)